# Stare Bielice
Stare Bielice (tyska Alt Belz) är en by i Biesiekierz kommun, Powiat koszaliński, Västpommerns vojvodskap i nordvästra Polen. Stare Bielice är beläget 132 kilometer nordost om Szczecin.